# Cervo-sika
O Cervus nippon, comummente conhecido como cervo-sika, é um mamífero cervídeo pertencente ao género Cervus.
No que toca à sua fisionomia, pode chegar a medir mais de de um metro e meio de comprimento, apresenta uma pelagem acastanhados ou avermelhados, exornadas com padrões às pintas brancas, dispostas a eito, em linhas, no dorso e nos flancos. O machos destacam-se pelas hastes de grandes dimensões.
Encontra-se por toda Ásia Oriental e, graças a programas de introdução, parcialmente na Europa e América do Norte, sendo de extrema abundância no Japão e seus arquipélagos.

## Etimologia
Quanto ao nome científico:
- O nome genérico, cervus, provém do latim e significa «veado».[4]
- O epíteto especifíco, nippon, trata-se de uma transcrição romaji do étimo にっぽん,[5] que significa «Sol nascente; onde o Sol nasce» e é um epíteto alusivo ao Japão, correspondendo em português ao termo «nipónico»[6].

No que toca ao nome comum, a palavra sika entra no português por decalque do inglês, que por seu turno é uma adapção do étimo nipónico shika, que significa «veado; cervo». 
No Japão, esta espécie dá pelo nome nihonjika, isto é, ''cervo do Japão''.

## Taxonomia
Devido a problemas de origem, como poluição genética, há a possibilidade de algumas subespécies pertencerem à mesma linhagem, mas que, por algum motivo, separaram-se e desenvolveram cores, tamanhos, grossuras de pelugem diferentes; recebendo, em virtude, outro descritor subespecífico.
Abaixo lista-se onze subespécies e seus respectivos territórios:
- C. n. pseudaxis Gervais, 1841 — norte do Vietnã;
- C. n. taiouanus Blyth, 1860 — Taiwan;
- C. n. mantchuricus Swinhoe, 1864 — Coreia, nordeste da China e leste da Rússia;
- C. n. mandarinus Milne-Edwards, 1871 — nordeste da China (há anos não avistado na natureza, possivelmente extinto do meio);
- C. n. kopschi Swinhoe, 1873 —  nativo do sul da China;
- C. n. yesoensis Heude, 1884 — Hokkaido;
- C. n. grassianus Heude, 1884 — centro da China (também possivelmente extinto da natureza);
- C. n. aplodontus Heude, 1884 — Honshu;
- C. n. keramae Kuroda, 1924 — Ryukyu e Kerama;
- C. n. pulchellus Imaizumi, 1970 — Tsushima;
- C. n. sichuanicus Guo, Chen & Wang, 1978 — sudoeste da China.